# Penny Taylor
Penny Taylor, (née le 24 mai 1981 à Melbourne), est une joueuse australienne puis entraîneuse de basket-ball, évoluant au poste d’ailière. Triple championne WNBA (2007, 2009 et 2014), elle est également plusieurs fois médaillée avec son équipe nationale.

## Biographie
Née à Melbourne de parents originaires d'Angleterre, elle commence le basket-ball à l'âge de quatre ans. Formée à l'Australian Institute of Sport, elle joue en WNBL, avec les Opals puis est choisie par les Rockers de Cleveland lors de la draft WNBA 2001 mais seulement au onzième rang, loin de sa compatriote et premier choix Lauren Jackson.
Elle passe trois ans à Cleveland avant que la franchise ne disparaisse fin 2003 et que ses joueuses ne soient dispersées. Elle rejoint le Mercury de Phoenix avec lequel elle remporte son premier titre WNBA en 2007 avec des statistiques en saison régulière de 17,8 points, 6,3 rebonds et 2,9 passes décisives en saison régulière et même 19,3 points, 7,9 rebonds et 3,8 passes décisives en playoffs aux côtés de Diana Taurasi et Cappie Pondexter. En 2009, elle est blessée à la mâchoire par un coup de coude lors de la deuxième manche des Finales, mais elle poursuit les séries et aligne sur la post saison 14,3 points, 3,5 rebonds et 3,4 passes décisives. Elle gagne un nouveau titre en 2014.
Médaillée d'argent aux Jeux olympiques en 2004 et 2008 avec sa complice Lauren Jackson, elle est élue meilleure joueuse du championnat du monde 2006 remporté par les Australiennes avec 28 points et 9 rebonds de Taylor en finale face à la Russie
Elle doit déclarer forfait pour les Jeux olympiques 2012 de Londres, où les Opals ne remportent que la troisième place, en raison d'un déchirement du ligament croisé antérieur lors qu'elle évolue avec son club de Fenerbahçe, blessure qui l'oblige à une opération et lui fait manquer toute la saison WNBA 2012. Elle reprend la compétition fin juin 2013 après 15 mois d'arrêt sous les couleurs du Mercury avec 8 points et une victoire contre le Sun.
De 2009 à 2013, elle subit des interventions à la cheville et plusieurs fois au genou, manquant toute la saison WNBA 2012 et ne pouvant disputer que 10 matches de la suivante. Au début de la saison WNBA 2014, sa compatriote la coach Sandy Brondello ne la fait jouer que 15 à 18 minutes pour éprouver sa forme. Elle retrouve ses plus belle heures avec le Mercury dans une équipe altruiste : « S'il faut scorer moins dans certaines rencontres, que ce soit une spécialiste de la défense comme DeWanna Bonner ou Diana [Taurasi], il est certain que tout le monde touche la balle ». Elle remporte avec le Mercury de Phoenix le titre 2014 face au Sky de Chicago par trois victoires à zéro.
En octobre 2014, elle s'engage avec le club australien de Dandenong Rangers. ELle peut accompagner ainsi les derniers moments de son père qui décède d'un cancer en décembre 2014, une année après celui de sa mère.
Tout comme Diana Taurasi, elle fait l'impasse sur la saison WNBA 2015. Elle retrouve la WNBA pour la saison 2016 où elle reste performante avec 14,8 points et 4,3 rebonds par rencontre.
Peu avant le début du Tournoi féminin de basket-ball aux Jeux olympiques d'été de 2016, auquel elle prend part, elle annonce prendre sa retraite sportive au terme de la saison WNBA en cours : « Je suis concentrée sur les Jeux, mais c'est ma dernière saison. J'ai travaillé dur pour revenir et évoluer à un bon niveau. Je veux partir sur une bonne note. [...] Pour moi, c'est le bon moment ». Les Australiennes sont éliminées en quart de finale.
Avec plus de 12 points et 3 passes décisives pour sa dernière saison WNBA, elle aurait pu encore prolonger sa carrière tout en restant compétitive. La coach WNBA Pokey Chatman loue sa polyvalence : « Elle a du cran des deux côtés du terrain. Elle est une menace à l'intérieur comme à l'extérieur et il faut défendre sur elle dès la ligne des 3 points. Et elle sait jouer avec les autres. J'ai coaché contre elle à l'étranger et c'est pareil. Je suis fan d'elle car elle a de la dureté et des fondamentaux. » Sa dernière rencontre est la troisième manche des demi-finales WNBA remportée 82-67 par le Lynx. Penny Taylor n'inscrit que 4 points sur lancers francs avec un inhabituel 0 sur 7 aux tirs.
Elle dit vouloir utiliser sa retraite pour « mieux cuisiner » : « Je suis végétarienne depuis un an et cela m'intéresse d'en apprendre plus sur la nutrition, de passer du temps à la plage, faire du surf... ».
Elle est intronisée au FIBA Hall of Fame dans la promotion de 2023.

## Reconversion
En 2019, elle rejoint le staff du Mercury de Phoenix comme entraîneuse adjointe, après été en 2017 directrice du développement des joueuses.

## Vie privée
En mai 2017, elle épouse son ancienne coéquipière, l'Américaine Diana Taurasi. Le 1er mars 2018, elle donne naissance à leur premier enfant nommé Léo.

## Club

### WNBA
- 2001-2003 : Rockers de Cleveland
- 2004-2007 : Mercury de Phoenix
- 2009-2014 : Mercury de Phoenix
- 2016 : Mercury de Phoenix

### Autres
- 1997-1998 :  Australian Institute of Sport
- 1998-2002 :  Dandenong Rangers
- ? -2005 :  La Spezia
- 2005-2007 :  Famila Schio
- 2007-2009 :  UMMC Iekaterinbourg
- 2009-2012 :  Fenerbahçe SK
- 2014-2015 :  Dandenong Rangers

## Palmarès

### Club
- Championne de WNBL 1999
- Championne WNBA 2007, WNBA 2009 et 2014[7]

### Sélection nationale
- Jeux olympiques d'été
  -  Médaille d'argent aux Jeux olympiques de 2004 à Athènes,  Grèce
  -  Médaille d'argent aux Jeux olympiques de 2008 à Pékin,  Chine
- Championnat du monde de basket-ball féminin
  -  Médaille de bronze du Championnat du monde 2014 en Turquie[15]
  -  Médaille d'or du Championnat du monde 2006 au Brésil
  -  Médaille de bronze du Championnat du monde 2002 en Chine
  - Médaille d'argent des championnats du monde junior 1997

### Distinctions personnelles
- Élue MVP du Mondial 2006[16]
- Élue dans le meilleur cinq mondial lors du All-Star Game de l'Euroligue en 2006
- Élue dans le meilleur cinq de la WNBL en 2002
- Participation aux WNBA All-Star Game 2002, 2007 et 2011
- Élue MVP de la WNBL en 2001
- Élue dans le deuxième cinq de la WNBA (All-WNBA Second Team) en 2011[17]
- Sélection WNBA pour de la rencontre The Stars at the Sun en 2010[18]
- Meilleur cinq de la WNBA (2007)
- Second meilleur cinq de la WNBA (2011)
- Maillot retiré, le 9 juillet 2017[13]
- Intronisée au FIBA Hall of Fame en 2023[12].